# キンイロジャッカル
キンイロジャッカル(Canis aureus) は、食肉目イヌ科イヌ属に分類される食肉類。
ジャッカル類のなかでは最も大型である。

## 分布
アフガニスタン、アラブ首長国連邦、アルバニア、イエメン、イスラエル、イラク、イラン、インド、オマーン、カタール、ギリシャ、クウェート、クロアチア、サウジアラビア、シリア、スリランカ、タイ王国、トルクメニスタン、トルコ、ネパール、バーレーン、パキスタン、ブータン、ブルガリア、ベトナム、ボスニア・ヘルツェゴビナ、ミャンマー、ヨルダン、レバノン

## 形態
体長60 - 106センチメートル。尾長20 - 30センチメートル。肩高38 - 50センチメートル。体重7 - 15キログラム。
体毛は短くごわごわしている。毛衣は黄色や薄金色であることが多いが、季節や地域変異がある。
出産直後の幼獣は体重200 - 250グラム。

## 分類
キンイロジャッカルの頭蓋骨の形は他のジャッカル類よりもコヨーテやオオカミに似ており、この事実は遺伝的な分析と一致する。
以下の分類はMSW3(Wozencraft,2005)に従う
Canis aureus aureus Linnaeus, 1758
Canis aureus cruesemanni Matschie, 1900
タイに分布。
Canis aureus ecsedensis (Kretzoi, 1947)
Canis aureus indicus Hodgson, 1833
ネパール、シッキム、アッサム、タイに分布。
Canis aureus moreotica I. Geoffroy Saint-Hilaire, 1835
ギリシャ、小アジア、コーカサスに分布。
Canis aureus naria Wroughton, 1916
Canis aureus syriacus Hemprich and Ehrenberg, 1833
2015年に発表されたミトコドリアDNAや核DNAなどの分子系統解析の結果から、アフリカ大陸個体群はアフリカンゴールデンウルフ(暫定名)(学名 Canis lupaster)として分割された。
イヌとの間に種間雑種を形成する。

## 生態
森林・草原・耕作地などの様々な環境に生息する。単独もしくはペアで生活するが、家族群と思われる集団を形成することもある。
キンイロジャッカルは完全な一雄一雌性の種である。基本的には夫婦とその子供たちが群れの単位である。
食性は季節や地域によって変異がある。有蹄類の幼獣、齧歯類、鳥類やその卵、爬虫類、両生類、魚類、果実、昆虫などを食べる。ゴミ捨て場を漁ったり、動物の死骸も食べる。狩りでは鋭い聴覚を発揮し、隱れた得物を見つける。インドではブラックバックの子供を狩る。狩猟は単独で行うことが多いが、時には2 - 5匹のグループで行うこともある。複数匹で狩りをする場合、体の大きな成獣を襲うことがある。彼らは獲物を執拗に追いかけ、咬みついて痛めつけるが、最終的には獲物の喉ではなく腹を狙う。機会があれば死肉も食べる。5 - 18匹のジャッカルの集まりが大型有蹄動物の死骸を漁りに行く様子が観察されている。インド、バングラデシュの一部地域に生息するジャッカルは死肉漁りのみで生活している。
キンイロジャッカルは、トラやライオンなどの肉食獣の獲物を奪うことがある。普通は肉食獣が獲物を残して立ち去るときを待ち、獲物を奪う。
イスラエルではキンイロジャッカルと共に、アカギツネが肉食獣として多く生息している。2種の食性は非常に似いるので、互いに競合する立場にある。アカギツネはキンイロジャッカルに接近することを避けるが、縄張りにキンイロジャッカルの足跡や匂いの痕跡があってもこれらを無視する。インドではベンガルギツネの巣穴を奪うことで知られている。
逆に、キンイロジャッカルがオオカミに縄張りをあけ渡す光景も観察されている。オオカミは自分の縄張りにジャッカルがいることを許さない。ゆえに、おそらく競合相手となるジャッカルを追い払うため、ジャッカルの鳴き声に向かって早足で接近していくことが知られている。しかしジャッカルがオオカミの獲物を漁っているときも、他のイヌ属の肉食獣から攻撃的な反応に見舞われないこともある。
繁殖期は地域変異があり、旧ソ連では4 - 5月、東南アジアでは特に時期は決まっていない。妊娠期間は60 - 63日。1回に1 - 9匹の幼獣を産む。幼獣は10日で開眼する。生後50 - 90日で乳離する。生後4か月で成獣と同じ毛色になる。生後11か月で性成熟する。前年に産まれた幼獣は親元に留まる（ヘルパー）。ヘルパーは授乳中の親に食物を運んだり、巣穴を防衛することで育児を補助する。ヘルパーは成熟期には達しているがまだ自分の家族を作っておらず、その年度の子供に食料をあたえたり、守ったりして子育ての手伝いをする。寿命は8 - 9年で、飼育下では16年の生存例がある。

## 人間との関係
サトウキビ・スイカ・トウモロコシ類・家畜などを食害する害獣とみなされることもある。